# Panzermunition
Bei Panzermunition handelt es sich allgemein um die Munitionsarten, die in gepanzerten Kampffahrzeugen Verwendung finden.
Je nach Bewaffnung eines Panzers kann dazu gehören: 
- Patronenmunition (gegurtet oder in Ladestreifen/Clips) für Maschinengewehr (MG) oder Bordmaschinenkanone (BMK)
- Munition für die Bordkanone, Lenkflugkörper, Nebelwurfkörper etc.

## Leichte Munition
Die Munition für MG oder Bordmaschinenkanone wird meist durch Gurte der Waffe zugeführt. Dazu können verschiedene Geschosstypen verwendet werden:
- Weichkern-Mantelgeschoss
- Hartkern- oder Vollgeschosse, mit Kernen aus Wolframcarbid oder abgereichertem Uran (Wuchtgeschosse)
- Spreng- oder Brandsätze

Zur besseren Kontrolle beim Schießen oder Feuerleitung werden meist in regelmäßigen Abständen Leuchtspurpatronen (sogenannte Tracking- oder Tracer-Geschosse) eingeführt, deren Geschoss einen Leuchtsatz am Heck aufweist.

## Schwere Munition

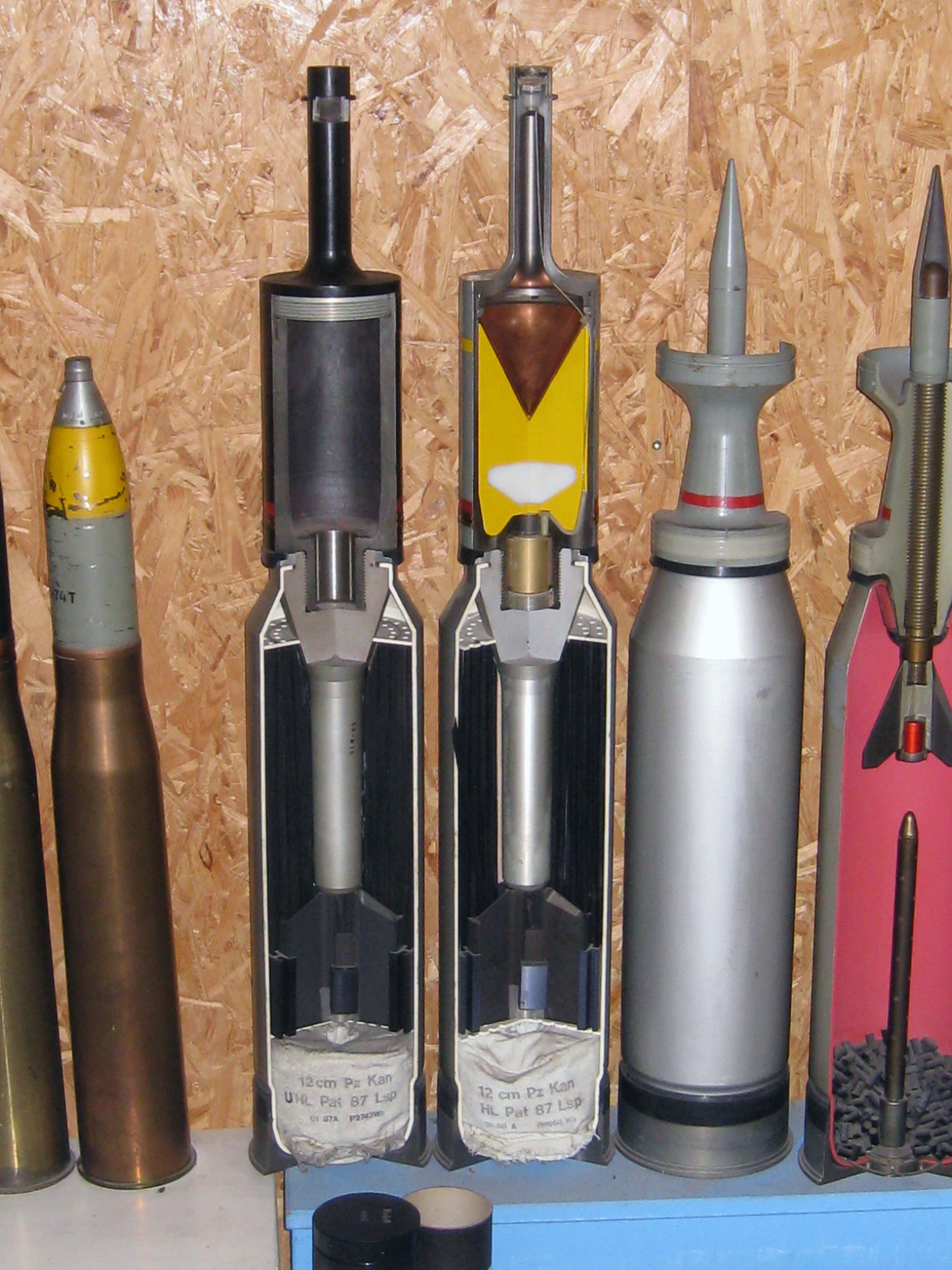
Schnittmodelle verschiedener Panzermunition für die 120-mm-Glattrohrkanone des Leopard 2

Die Munition für die großkalibrige Bordkanone, der Hauptbewaffnung eines (Kampf-)Panzers, ist grundsätzlich ähnlich wie normale Munition aufgebaut und setzt sich zusammen aus dem Geschoss, der Treibladung, dem Zünder (entweder durch Schlagbolzen oder elektrisch gezündet) und der Kartusche (Hülse). Es existiert eine Vielzahl von Geschosstypen. Diese lassen sich hinsichtlich Stabilisierungsart und Wirkungsweise unterscheiden. 
Die Stabilisierung kann durch Flügel oder Drall durch Züge und Felder erfolgen. Da die Rotation des Geschosskörpers um seine Längsachse die Wirkung einer Hohlladungsgranate schwächt, werden diese bevorzugt flügelstabilisiert. Moderne Hochleistungswuchtgeschosse werden heute praktisch immer aus Glattrohrkanonen verschossen.
In Hinblick auf die Wirkungsweise ist folgende Gliederung möglich:
- Sprenggranaten werden gegen schwach- und ungepanzerte Ziele eingesetzt.

- Wuchtgeschosse wirken allein durch ihre kinetische Energie. Sie durchdringen eine Panzerung ohne Sprengwirkung.

- Quetschkopfgeschosse sind an ihrer Spitze plastisch verformbar. Die Detonation der Sprengladung wird nach dem Auftreffen geringfügig verzögert ausgelöst, nachdem der Sprengstoff durch Deformation eine flache, linsenförmige, eng an die Panzerung geschmiegte Auflage gebildet hat.

- Hohlladungen entwickeln aufgrund eines eingesetzten, hohlraumbildenden Metallkegels mit angeordneten hochbrisantem Sprengstoff durch Explosionsumformung einen kaltverformten Stachel, der eine panzerbrechende Durchschlagskraft besitzt.

- Lenkflugkörper (Panzerabwehrlenkwaffen) werden von einem speziellen Startgerät abgefeuert. Sie bleiben während des Fluges durch einen dünnen Draht mit der Waffenanlage des Panzerfahrzeugs verbunden und werden vom Richtschützen ins Ziel gelenkt oder besitzen eine Fire-and-Forget-Fähigkeit, die durch bildgebende Verfahren oder beispielsweise einen Millimeterwellen-Lenkkopf sichergestellt wird.

- Nebelwurfkörper werden aus Nebelmittelwurfanlagen an der Außenseite des Fahrzeugs nach vorn und seitlich ausgestoßen. Sie dienen der Verschleierung der Position und Fahrtrichtung des Fahrzeugs.